# Autorité aéroportuaire du Grand Toronto
L'Autorité aéroportuaire du Grand Toronto (GTAA) exploite l'Aéroport international Pearson de Toronto à Mississauga, Ontario.  L'autorité à son siège à l'aéroport.